# Polydesmus crassicutis
Polydesmus crassicutis är en mångfotingart som beskrevs av Charles Thorold Wood 1864. Polydesmus crassicutis ingår i släktet Polydesmus och familjen plattdubbelfotingar. Inga underarter finns listade i Catalogue of Life.